# St.-Antoni-Stiftung
Die evangelische St.-Antoni-Stiftung in Quakenbrück ist eine Stiftung bürgerlichen Rechts, die aus einem 1348 gegründeten Hospital  hervorgegangen ist.
Anlass für die Gründung eines Hospitals durch den Rat der Stadt Quakenbrück war eine Pestseuche, die 1348 auch auf das Osnabrücker Nordland übergriff und in Quakenbrück und Umgebung wütete. Der Stadtchronist Hinrick van Glandorpe berichtet darüber:
„Anno domini, man schrieb das Jahr 1350, da war der große Tod, und war so groß und pestilenzialisch, als je dagewesen ist und man gehört hat, daß man die Toten nichtmehr alle begraben konnte...“
So wurde das alte Hospital, ursprünglich eine Herberge für Pilger und Durchreisende, von der Innenstadt vor die Tore der Stadt („buten der planken“) auf die andere Seite der Kleinen Hase verlegt und an der Steinstraße ein domus hospitalis errichtet, als dessen Schutzheiliger der Heilige Antonius, der Beschützer gegen Pest und andere Seuchen, bestimmt wurde. Auf diese Weise bürgerte sich die Bezeichnung St. Antoniort des heutigen Quakenbrücker Stadtteils ein.
Bischof Johannes von Osnabrück bestätigte am 12. März 1354 die Gründung einer Kapelle bei dem Hospital, 1400 wurde eine Vikarie an der Kapelle errichtet.
Die Einrichtung wandelte sich im Laufe der Zeit von einem Krankenhaus zum Siechenhaus, in dem bedürftige Kranke auf Lebenszeit untergebracht wurden. Ab dem 19. Jahrhundert taucht die Bezeichnung  Armenhaus für die Einrichtung auf, die sich seit den 1960er Jahren zu einem Seniorenwohnstift entwickelte.